# Galileo Ferraris
Galileo Ferraris (Livorno Ferraris, 31 de outubro de 1847 — Turim, 7 de fevereiro de 1897) foi um físico e engenheiro eltricista italiano.
É conhecido por seus estudos e descoberta independente do campo magnético girante, um princípio de funcionamento básico do motor de indução. Ferraris publicou uma monografia extensa e completa sobre os resultados experimentais obtidos com transformadores de circuito aberto do tipo projetado pelos engenheiros Lucien Gaulard e John Dixon Gibbs.

## Publicações
- Sulle differenze di fase delle correnti e sulla dissipazione di energia nei trasformatori, Turin, 1887.